# ピエール・ブロンベルジェ
ピエール・ブロンベルジェ（ブローンベルジェとも、フランス語: Pierre Braunberger、1905年7月29日 - 1990年11月17日）は、フランスの映画プロデューサー、俳優。

## 来歴・人物
1905年7月29日、フランス・パリの医者の家庭に生まれる。
7歳のときに、父親とおなじ生業、つまり医者を継がないことをすでに決定されていた。ゴーモン劇場 (Gaumont Théâtre) で映画『ファントマ』のあるエピソードを観ているときに、映画館で働くことを決意する。
第一次世界大戦後、まだ15歳になったばかりであったが、彼の最初の映画作品 Francfort-sur-le-Main をプロデューサー兼監督としてドイツで撮影した。ベルリンへつづけて冒険に旅立ち、ロンドンへはブロックリスに働きに出た。
1923年、アメリカ・ニューヨークへ旅立ち、20世紀フォックス社で数週間働き、次に製作責任者として過ごす。フェルディナンド・H・アダムのところへ入り、俳優フランク・メリルの映画を何本か監督した。ロサンゼルスでの撮影の間、アーヴィング・タルバーグのアシスタントの一人として、メトロ・ゴールドウィン・メイヤーと契約した。彼は当地に18か月間留まり、当時最大の映画監督たちと接触し、その関係を定着させることができた。
フランスで演出や製作をすることを望み、パリに戻ってジャン・ルノワールと知己を得て、彼とともに『水の娘』(la Fille de l'eau)、『女優ナナ』(Nana)、『のらくら兵』(Tire-au-flanc) を撮る。
1929年、レ・プロデュクション・ピエール・ブロンベルジェ社および Néofilms社を設立、同社初のフランス語トーキー映画、ロバート・フローリー監督の La route est belle を製作。
1930年、映画館「シネマ・デュ・パンテオン」の責任者となり、以後60年間に渡りそれを続ける。ホールを修繕し、450席を設けてウェスタン・エレクトリック社製の音響システムを設置した。字幕スーパーがまだ発明されないのに対して、ブロンベルジェは原版で外国映画を流した最初の人物である。
その1年後、映画製作のために、映画監督ロジェ・リシュベーと組み「ブロンベルジェ＝リシュベー事業所」を設立。ロバート・フローリー監督のLe Blanc et le Noir 、ジャン・ルノワール監督の『牝犬』(la Chienne)、マルク・アレグレ監督のLa Petite Chocolatière 、Fanny など、いくつかの映画が生まれた。 
1933年、28歳になり、単独で続けることを決意。「ビヤンクール撮影所」を新たに取得、同撮影所はのちの「パリ・ステュディオ・シネマ」である。
第二次世界大戦末、ゲシュタポ地方支署を撮影スタジオ「ステュディオ・ルモン」に改装、その場所がジャン＝ピエール・メルヴィル、ジャン＝リュック・ゴダール、アラン・レネといったヌーヴェルヴァーグの新しい才能を彼に発見させた。
1966年、第16回ベルリン国際映画祭の審査委員長を務める。
1990年11月17日、死去。

## フィルモグラフィ
1920年代 - 1940年代
- La P'tite Lili （1927年、アルベルト・カヴァルカンティ監督）
- チャールストン Sur un air de charleston （1927年、ジャン・ルノワール監督）
- のらくら兵 Tire-au-flanc （1929年、ジャン・ルノワール監督）
- 家鴨の惨死 La Malemort du Canard (La Ballade du canard ) （1929年、A・シルカ監督）短編
- La route est belle （1930年、ロバート・フローリー監督）フランス初のトーキー作品
- 旅愁 L'Homme qui assassina （1930年、カーティス・バーンハート/ジャン・タリド共同監督）
- La Donna di una notte （1930年、マルセル・レルビエ監督）
- La Femme d'une nuit （1930年、マルセル・レルビエ監督）
- El Amor solfeando （1930年、カーティス・バーンハート監督）
- 赤ん坊に下剤を飲ませる On purge bébé （1931年、ジャン・ルノワール監督）
- La Chienne （1931年、ジャン・ルノワール監督）
- L'Amour à l'américaine （1932年、カーティス・バーンハート監督）
- Tire-au-flanc （1933年、Henry Wulschleger監督）
- 家なき児 Sans famille （1934年、マルク・アレグレ監督）
- Partie de campagne （1936年、ジャン・ルノワール監督）
- フォルフェテュール Forfaiture （1937年、マルセル・レルビエ監督） アメリカ映画『チート』（早川雪洲出演）のフランス版リメイク
- Paris 1900 （1947年、ニコル・ヴェドレス監督、アラン・レネ助監督）
- Van Gogh （1948年、アラン・レネ監督）短編ドキュメンタリー
- Le Trésor des Pieds-Nickelés （1949年、マルセル・アブルケル監督）

1950年代
- Toulouse-Lautrec （1950年）
- Histoire des pin-up girls （1950年、マルセル・ジボー監督）短編
- ゲルニカ Guernica （1950年、アラン・レネ監督）短編
- Gauguin （1950年、アラン・レネ監督）短編
- Le Tampon du capiston （1950年、モーリス・ラブロ監督）
- Station mondaine （1951年、マルセル・ジボー監督）短編
- Palais royal （1951年、ジャン・ブランジェ監督）
- La Course de taureaux （1951年、ピエール・ブロンベルジェ監督）ドキュメンタリー
- Le Dictionnaire des pin-up girls （1951年、マルセル・ジボー監督）
- L'Art du haut-rhénan （1951年、マルセル・ジボー監督）短編
- Bertrand cœur de lion （1951年、ロベール・デリ監督）
- En quête de Marie （1952年、マルセル・ジボー監督）短編
- Avec André Gide （1952年、マルク・アレグレ監督）
- Le Crime du Bouif （1952年、アンドレ・セルフ監督）
- Jocelyn （1952年、ジャック・ド・カザンブロ監督）
- Chagall （1953年）
- Julietta （1953年、マルク・アレグレ監督）
- Croissance de Paris （1954年、マルセル・ジボー監督）短編
- Ballade parisienne （1954年、マルセル・ジボー監督）短編
- Visages de Paris （1955年、フランソワ・レシャンバック監督）短編
- Une lettre pour vous （1955年、アンドレ・ヴェチュスト監督）短編
- New York ballade （1955年、フランソワ・レシャンバック監督）短編
- Impressions de New York （1955年、フランソワ・レシャンバック監督）短編
- Toute la mémoire du monde （1956年、アラン・レネ監督）短編
- Houston, Texas （1956年、フランソワ・レシャンバック監督））短編
- Le Grand sud （1956年、フランソワ・レシャンバック監督）短編
- 王手飛車取り Le Coup du berger （1956年、ジャック・リヴェット監督）短編
- Les Abeilles （1956年、ギイ・デュイ監督）短編
- Moi un noir （1958年、ジャン・ルーシュ監督）
- Elèves-maîtres （1958年、アンドレ・ヴェチュスト監督）短編
- Le Chant du styrène （1958年、アラン・レネ監督）短編
- Ces gens de Paris （1958年、アンリ・ファビアーニ監督）短編
- Bonjour, Monsieur La Bruyère （1958年、ジャック・ドニオル＝ヴァルクローズ監督）短編
- Au bon coin （1958年、ジャン・ケルシュブロン監督）短編
- L'Américain se détend （1958年、フランソワ・レシャンバック監督）短編
- 男の子の名前はみんなパトリックっていうの Charlotte et Véronique, ou Tous les garçons s'appellent Patrick （1959年、ジャン＝リュック・ゴダール監督）短編

1960年代
- L'Amour existe （1960年、モーリス・ピアラ監督）短編
- 唇（くち）によだれ L'Eau à la bouche （1960年、ジャック・ドニオル＝ヴァルクローズ監督）
- アメリカの裏窓 L'Amérique insolite （1960年、フランソワ・レシャンバック監督）
- ピアニストを撃て Tirez sur le pianiste （1960年、フランソワ・トリュフォー監督）
- シャルロットとジュール Charlotte et son Jules （1960年、ジャン＝リュック・ゴダール監督）短編
- 水の話 Une histoire d'eau （1961年、フランソワ・トリュフォー/ジャン＝リュック・ゴダール共同監督）
- La Pyramide humaine （1961年、ジャン・ルーシュ監督）
- Un cœur gros comme ça （1962年、フランソワ・レシャンバック監督）短編
- La Dénonciation （1962年、ジャック・ドニオル＝ヴァルクローズ監督）
- 女と男のいる舗道 Vivre sa vie: Film en douze tableaux （1962年、ジャン＝リュック・ゴダール監督）
- Delphica （1963年、セルジュ・コルベール監督）
- 女を引き裂く La Femme spectacle （1964年、クロード・ルルーシュ監督）
- 思春期 La Fleur de l'âge, ou Les adolescentes （1964年）オムニバス映画
  - "Fiammetta" （ジャン・ヴィトーリオ・バルディ監督）
  - "Geneviève" （ミシェル・ブロー監督）
  - "Marie-France et Véronique" （ジャン・ルーシュ監督）
  - "Ako" （勅使河原宏監督）
- スタンダールの恋愛論 De l'amour （1964年、ジャン・オーレル監督）
- Le Bestiaire d'amour （1965年、ジェラール・カルドロン監督）
- L'Affaire de poissons （1965年、ジャンヌ・バルビヨン監督）短編
- Lumière （1966年、マルク・アレグレ、オーギュスト・リュミエール監督） ドキュメンタリー
- Martin soldat （1966年、監督）ミシェル・ドヴィル
- L'Affaire de la rue de Chantilly (Le Crime de la rue de Chantilly) （1967年、ギイ・ジョレー監督）テレビ映画
- Je vous salue Paris （1968年、フランソワ・レシャンバック監督） 短編ドキュメンタリー
- Erotissimo （1968年、ジェラール・ピレス監督）アニー・ジラルド主演
- ある日アンヌは L'Astragale （1969年、ギイ・カザリル監督）
- Libre de ne pas l'être （1969年、ジャン＝ピエール・ラジュルナード監督）短編
- Le Droit d'asile （1969年、ジャン＝ピエール・ラジュルナード監督）短編
- Cinéma-cinéma （1969年、ジャン＝ピエール・ラジュルナード監督）短編

1970年代
- Trois Hommes sur un cheval （1970年、マルセル・ムーシ監督）
- Les Voisins n'aiment pas la musique （1970年、ジャック・ファンスタン監督）短編
- La Fin des Pyrénées （1970年、ジャン＝ピエール・ラジュルナード監督）
- En attendant l'auto... （1970年、ジゼル・ブロンベルジェ監督）短編
- Chambres de bonne （1970年、ジャン＝ピエール・ムーラン監督）短編
- Êtes-vous fiancée à un marin grec ou à un pilote de ligne ? （1970年、ジャン・オーレル監督）ジャン・ヤンヌ主演
- 雨のパスポート Les Doigts croisés (To Catch a Spy ) （1971年、ディック・クレメント（リチャード・クレメント）監督）カーク・ダグラス主演
- Le Laboratoire de l'angoisse （1971年、パトリス・ルコント監督） 短編
- La Cavale （1971年、ミシェル・ミトラニ監督）
- Fantasia chez les ploucs （1971年、ジェラール・ピレス監督）主演リノ・ヴァンチュラ
- Petit à petit （1971年、ジャン・ルーシュ監督）
- Je, tu, elles... （1972年、ピーター・フォルデス監督）
- On n'arrête pas le printemps （1972年、ルネ・ジルソン監督）
- Elle court, elle court la banlieue （1972年、ジェラール・ピレス監督）マルト・ケラー主演
- Défense d'aimer （1974年、ラウール・ジラール監督）
- Comment réussir... quand on est con et pleurnichard （1974年、ミシェル・オディアール監督）
- Comme un pot de fraises （1974年、ジャン・オーレル監督）ジャン＝クロード・ブリアリ主演
- エミリアンヌ Emilienne （1975年、ギイ・カザリル監督）
- L'Agression （1975年、ジェラール・ピレス監督）ジャン＝ルイ・トランティニャン主演
- Attention les yeux ! （1975年、ジェラール・ピレス監督）クロード・ブラッスール主演
- Le Risque de vivre （1977年、ジェラール・カルドロン監督）ミシェル・ロンスダール主演
- Collections privées （1979年）オムニバス映画
  - "L'Armoire" （ワレリアン・ボロズウィック監督）
  - "L'Ile Aux Sirenes" （ジュスト・ジャカン監督）
  - 草迷宮 （寺山修司監督）日本公開は1983年

1980年代 -
- Dionysos （1986年、ジャン・ルーシュ監督）
- Aller à Dieppe sans voir la mer （1989年、ニコラ・エレラ監督）
- Les Chevaliers de la table ronde （1990年、Denis Llorca監督）
- D'abord la vie, ensuite les triomphes （1991年、ルシアン・クレルグ監督）

## 逸話
ゴダールがブロンベルジェについてこう語っている。「多くの人々が映画を愛していました、親愛なるピエール。そして、ごくごく少数の人が映画に愛されていました。あなたはその後者です」。